# Jüdischer Friedhof (Höchst im Odenwald)

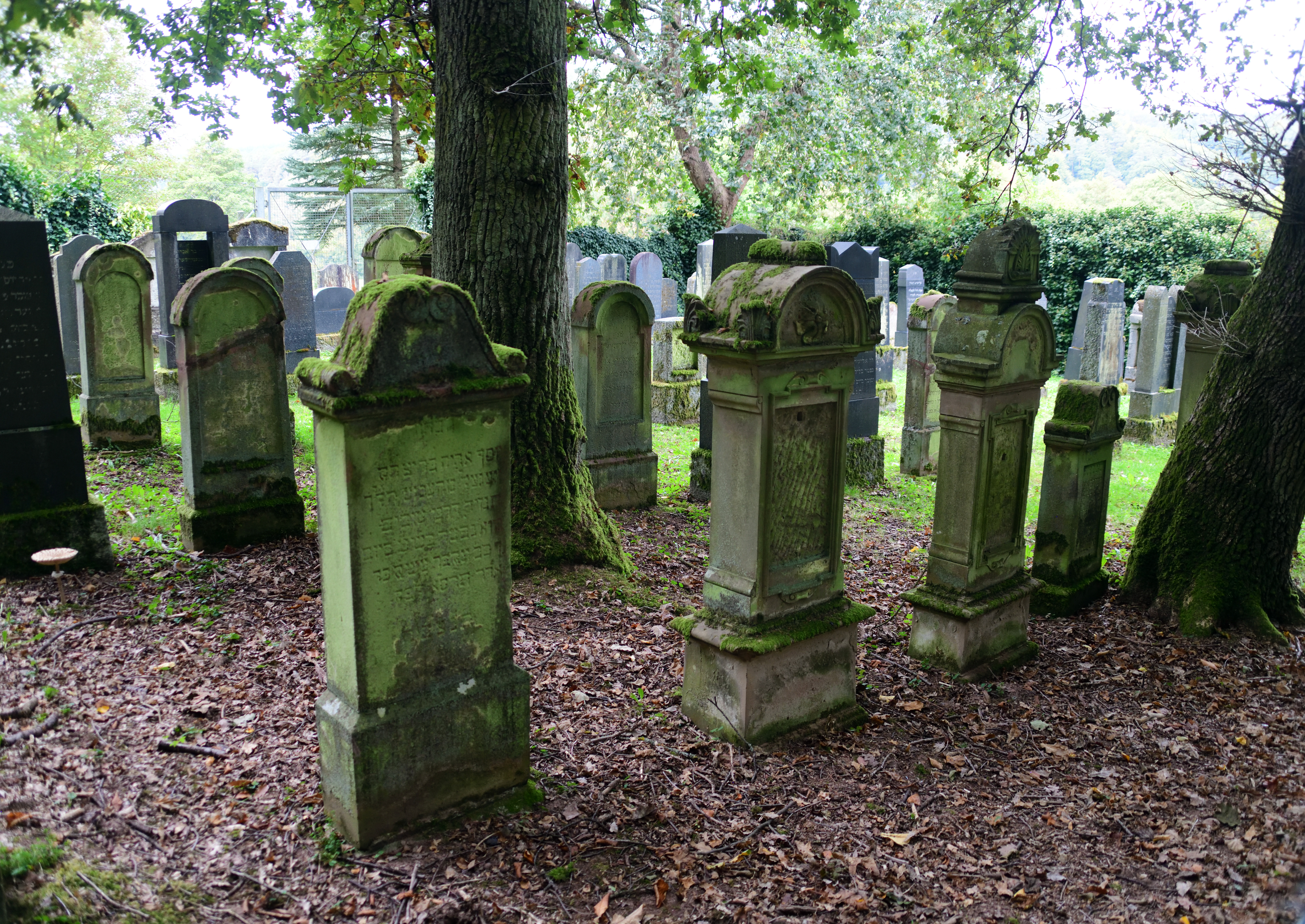
Höchst im Odenwald, jüdischer Friedhof

Der jüdische Friedhof Höchst im Odenwald ist ein Friedhof in der Gemeinde Höchst im Odenwald im Odenwaldkreis in Hessen.
Der jüdische Friedhof liegt südwestlich von Höchst am Waldrand zwischen der westlich verlaufenden Landesstraße L 3106 und der östlich verlaufenden B 45.
Zunächst wurden die Toten der jüdischen Gemeinde Höchst auf dem Friedhof in Michelstadt beigesetzt. Seit Mitte des 19. Jahrhunderts bemühte sich die jüdische Gemeinde in Höchst darum, einen eigenen Friedhof anlegen zu dürfen, was zunächst offensichtlich nicht genehmigt wurde. Der Friedhof, der seit 1898/99 bestand, wurde auch von den jüdischen Familien in Neustadt, Mümling-Grumbach und Hetschbach belegt. Über die Anzahl der Grabsteine liegen keine Angaben vor. 
Nach dem Novemberpogrom 1938 wurde der Friedhof geschändet: Zahlreiche Steine wurden umgestürzt und Grabflächen verwüstet.
Im Sommer 2008 richtete ein Sturm schwere Schäden durch umgefallene Bäume auf dem Friedhof an.